# Ergnies
Ergnies (picardisch: Arni) ist eine nordfranzösische Gemeinde mit 164 Einwohnern (Stand 1. Januar 2022) im Département Somme in der Region Hauts-de-France. Die Gemeinde liegt im Arrondissement Abbeville und ist Teil der Communauté de communes Ponthieu-Marquenterre und des Kantons Rue.

## Geographie
Die Gemeinde liegt rund drei Kilometer östlich von Ailly-le-Haut-Clocher und acht Kilometer westlich von Domart-en-Ponthieu. Die runde Anlage des Dorfs deutet darauf hin, dass es im Mittelalter nur dem Grafen von Ponthieu unterstand. Das Gemeindegebiet liegt im Regionalen Naturpark Baie de Somme Picardie Maritime.

## Geschichte
Vor der Französischen Revolution lag die Herrschaft bei den Cölestinermönchen aus Amiens.

## Einwohner
| 1962 | 1968 | 1975 | 1982 | 1990 | 1999 | 2006 | 2011 |
| ---- | ---- | ---- | ---- | ---- | ---- | ---- | ---- |
| 101  | 93   | 88   | 99   | 114  | 152  | 188  | 204  |

## Sehenswürdigkeiten
- Kirche Saint-Wulfran[1]